# US Open 2009 (tennis)
De 129e editie van het Amerikaanse grandslamtoernooi, het US Open 2009, werd gehouden van maandag 31 augustus tot en met maandag 14 september 2009. Voor de vrouwen was het de 123e editie. Het toernooi werd gespeeld op het terrein van het USTA Billie Jean King National Tennis Center gelegen in Flushing Meadows in het stadsdeel Queens in New York.
Het toernooi duurde één dag langer dan gepland doordat op de slotvrijdag de kwartfinalepartij tussen Nadal en González, en de halvefinalepartijen tussen Serena Williams en Clijsters en tussen Wozniacki en Wickmayer niet konden worden afgemaakt vanwege het slechte weer. De halve finale in het damesenkelspel werd op zaterdag gespeeld. Op zondag volgden de heren, evenals de finale van het damesenkelspel en het herendubbelspel. Op de extra maandag werden de finales van het herenenkelspel en het damesdubbelspel afgewerkt. Het gemengd dubbelspeltoernooi was reeds voor de bui afgerond.
De winnaars van het toernooi ontvingen ieder 1,6 miljoen Amerikaanse dollar. In totaal werd bijna 7,5 miljoen dollar aan prijzengeld verdeeld.

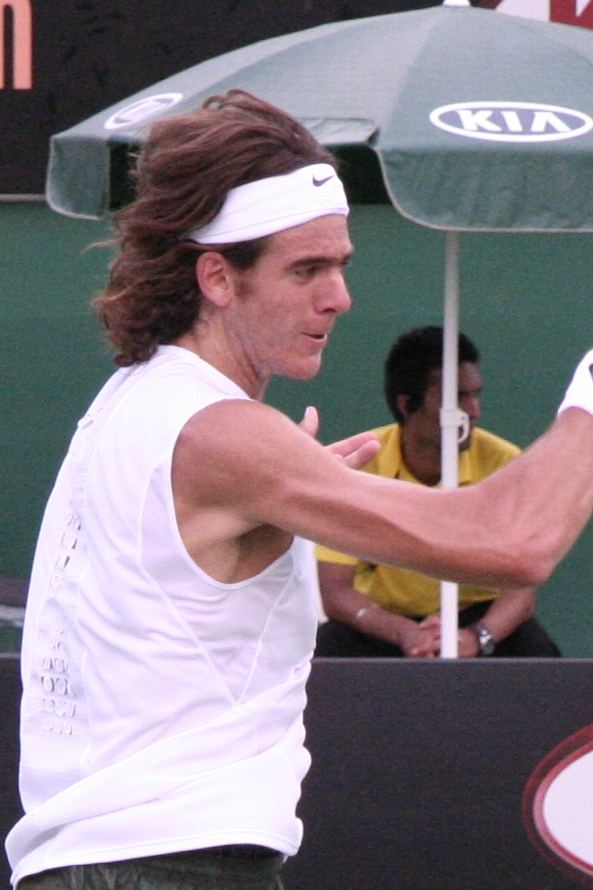
Juan Martín del Potro, winnaar van het mannentoernooi

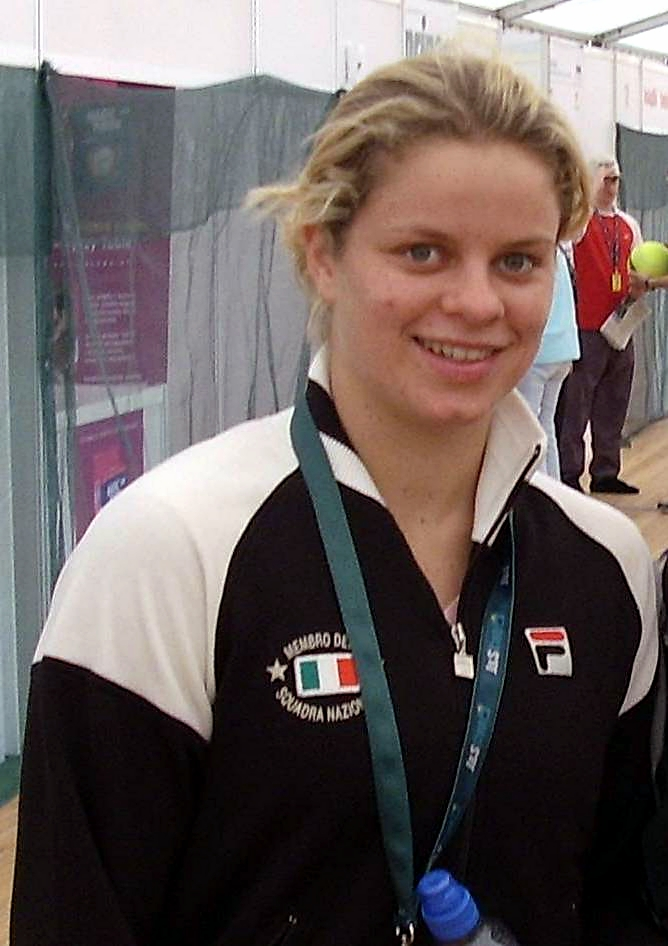
Kim Clijsters, winnares van het vrouwentoernooi

## Enkelspel

### Mannen
Titelverdediger bij de heren was de Zwitser Roger Federer. Hij verloor in de finale van de Argentijn Juan Martín del Potro. De finale duurde vijf sets: 3-6, 7-6, 4-6, 7-6 en 6-2.

### Vrouwen
Titelverdedigster bij de dames was de Amerikaanse Serena Williams. Zij verloor in de halve finale van Kim Clijsters. In de finale won Clijsters van Caroline Wozniacki met 7-5 en 6-3.

## Dubbelspel
Mannendubbelspel

Finale: Lukáš Dlouhý (Tsjechië) en Leander Paes (India) wonnen van Mahesh Bhupathi (India) en Mark Knowles (Bahama's) met 3-6, 6-3, 6-2
Vrouwendubbelspel

Finale: Serena en Venus Williams (VS) wonnen van de als eerste geplaatste Cara Black (Zimbabwe) en Liezel Huber (VS) met 6-2, 6-2
Gemengd dubbelspel

Finale: de Amerikanen Carly Gullickson en Travis Parrott wonnen van Cara Black (Zimbabwe) en Leander Paes (India) met 6-2, 6-4

## Rolstoeltennis
Rolstoelmannenenkelspel

Finale: Shingo Kunieda (Japan) won van Maikel Scheffers (Nederland) met 6-0, 6-0
Rolstoelmannendubbelspel

Finale: Stéphane Houdet (Frankrijk) en Stefan Olsson (Zweden) wonnen van Maikel Scheffers (Nederland) en Ronald Vink (Nederland) met 6-4, 4-6, 6-4
Rolstoelvrouwenenkelspel

Finale: Esther Vergeer (Nederland) won van Korie Homan (Nederland) met 6-0, 6-0
Rolstoelvrouwendubbelspel

Finale: Korie Homan (Nederland) en Esther Vergeer (Nederland) wonnen van Daniela Di Toro (Australië) en Florence Gravellier (Frankrijk) met 6-2, 6-2
Quad-enkelspel

Finale: David Wagner (VS) won van Peter Norfolk (VK) met 6-3, 3-6, 6-3
Quad-dubbelspel

Finale: Nick Taylor (VS) en David Wagner (VS) wonnen van Johan Andersson (Zweden) en Peter Norfolk (VK) met 	6-1, 6-7(5), 6-3

## Junioren
Meisjesenkelspel

Finale: Heather Watson (VK) won van Jana Boetsjina (Rusland) met 6-4, 6-1
Meisjesdubbelspel

Finale: Valerija Solovjeva (Rusland) en Maryna Zanevska (Oekraïne) wonnen van Elena Bogdan (Roemenië) en Noppawan Lertcheewakarn (Thailand) met 1-6, 6-3, [10-7]
Jongensenkelspel

Finale: Bernard Tomic (Australië) won van Chase Buchanan (VS) met 6-1, 6-3
Jongensdubbelspel

Finale: Márton Fucsovics (Hongarije) en Hsieh Cheng-peng (Taiwan) wonnen van Julien Obry (Frankrijk) en Adrien Puget (Frankrijk) met 7-6, 5-7, [10-1]

## Belgische deelnemers
Er waren zes Belgische tennissers en tennissters.

### Enkelspel
Bij de heren waren Rochus en Darcis omwille van hun positie op de ATP Rankings direct geplaatst voor het toernooi. Kim Clijsters kon spelen vanwege een wildcard, verder waren ook Yanina Wickmayer en Kirsten Flipkens aanwezig.

#### Mannen
- Steve Darcis
  - Eerste ronde verloren van Nicolás Almagro met 2-6, 4-6, 6-2, 6-7
- Christophe Rochus
  - Eerste ronde verloren van Marsel İlhan met 3-6, 6-3, 3-6, 5-7, 5-7
- Olivier Rochus
  - Eerste ronde gewonnen van Igor Koenitsyn met 6-3, 6-0, 6-2
  - Tweede ronde verloren van James Blake met 4-6, 6-3, 6-7, 3-6

#### Vrouwen
- Kim Clijsters
  - Eerste ronde gewonnen van Viktorija Koetoezova met 6-1, 6-1
  - Tweede ronde gewonnen van Marion Bartoli met 5-7, 6-1, 6-2
  - Derde ronde gewonnen van Kirsten Flipkens met 6-0, 6-2
  - Vierde ronde gewonnen van Venus Williams met 6-0, 0-6, 6-4
  - Kwartfinale gewonnen van Li Na met 6-2, 6-4
  - Halve finale gewonnen van Serena Williams met 6-4, 7-5*
  - Finale gewonnen van Caroline Wozniacki met 7-5, 6-3

* Williams kreeg een strafpunt op matchpunt, nadat ze de lijnrechter uitschold.
- Kirsten Flipkens
  - Eerste ronde gewonnen van Jelena Dokić met 6-3, 6-4
  - Tweede ronde gewonnen van Anabel Medina Garrigues met 6-1, 6-3
  - Derde ronde verloren van Kim Clijsters met 6-0, 6-2
- Yanina Wickmayer
  - Eerste ronde gewonnen van Virginie Razzano met 6-4, 6-3
  - Tweede ronde gewonnen van Peng Shuai met 2-6, 6-1, 6-4
  - Derde ronde gewonnen van Sara Errani met 6-3, 6-4
  - Vierde ronde gewonnen van Petra Kvitová met 4-6, 6-4, 7-5
  - Kwartfinale gewonnen van Kateryna Bondarenko met 7-5, 6-4
  - Halve finale verloren van Caroline Wozniacki met 3-6, 3-6

### Dubbelspel
Yanina Wickmayer en Olivier Rochus deden behalve aan het enkelspel ook nog mee aan het dubbelspel.

#### Mannendubbelspel
- Dick Norman samen met zijn Zuid-Afrikaanse partner Wesley Moodie
  - Eerste ronde gewonnen.
  - Tweede ronde gewonnen.
  - Derde ronde gewonnen.
- Olivier Rochus samen met zijn Spaanse partner Guillermo García López
  - Eerste ronde gewonnen.
  - Tweede ronde gewonnen.
  - Derde ronde verloren.

#### Vrouwendubbelspel
- Yanina Wickmayer samen met haar Russische partner Anastasija Pavljoetsjenkova
  - Eerste ronde verloren van Nuria Llagostera Vives en María José Martínez Sánchez

## Nederlandse deelnemers
Aan het US Open 2009 deden slechts twee Nederlanders mee aan het hoofdtoernooi.

### Enkelspel
In het enkelspel was er geen Nederlandse deelnemer in het herentoernooi. Arantxa Rus speelde mee bij de dames.

#### Vrouwen
- Arantxa Rus
  - Eerste ronde verloren van Sara Errani met 6-0, 6-3

### Dubbelspel
In het dubbelspel deed Rogier Wassen mee aan het mannendubbel.

#### Mannendubbelspel
- Rogier Wassen samen met zijn Duitse partner Michael Kohlmann
  - Eerste ronde gewonnen van David Martin en Donald Young met 7-6, 4-6, 6-4
  - Tweede ronde verloren van Leoš Friedl en Jaroslav Levinský met 6-7, 6-4, 1-6

## Kwalificatietoernooi

### Belgen op het kwalificatietoernooi
- Ruben Bemelmans
  - Eerste ronde gewonnen van Marinko Matosevic  met 6-3, opgave Matosevic
  - Tweede ronde verloren van Marco Chiudinelli  met 6-4, 6-4
- Niels Desein
  - Eerste ronde verloren van Daniel Brands  met 6-3, 3-6, 5-7
- Xavier Malisse
  - Eerste ronde verloren van Horacio Zeballos  met 5-7, 6-4, 1-6
- Yannick Mertens
  - Eerste ronde gewonnen van Carlos Poch-Gradin  met 6-4, 6-4
  - Tweede ronde verloren van Lukas Lacko  met 7-6, 2-6, 2-6

### Nederlanders op het kwalificatietoernooi
- Igor Sijsling
  - Eerste ronde gewonnen van Joshua Goodall  met 6-7, 6-2, 4-2, opgave Goodall
  - Tweede ronde verloren van Somdev Devvarman  met 3-6, 7-6, 3-6

1881 · 1882 · 1883 · 1884 · 1885 · 1886 · 1887 · 1888 · 1889 · 1890 · 1891 · 1892 · 1893 · 1894 · 1895 · 1896 · 1897 · 1898 · 1899 · 1900 · 1901 · 1902 · 1903 · 1904 · 1905 · 1906 · 1907 · 1908 · 1909 · 1910 · 1911 · 1912 · 1913 · 1914 · 1915 · 1916 · 1917 · 1918 · 1919 · 1920 · 1921 · 1922 · 1923 · 1924 · 1925 · 1926 · 1927 · 1928 · 1929 · 1930 · 1931 · 1932 · 1933 · 1934 · 1935 · 1936 · 1937 · 1938 · 1939 · 1940 · 1941 · 1942 · 1943 · 1944 · 1945 · 1946 · 1947 · 1948 · 1949 · 1950 · 1951 · 1952 · 1953 · 1954 · 1955 · 1956 · 1957 · 1958 · 1959 · 1960 · 1961 · 1962 · 1963 · 1964 · 1965 · 1966 · 1967
↓ open tijdperk ↓
1968 (m-v-md-vd-gd) ·
1969 (m-v-md-vd-gd) ·
1970 (m-v-md-vd-gd) ·
1971 (m-v-md-vd-gd) ·
1972 (m-v-md-vd-gd) ·
1973 (m-v-md-vd-gd) ·
1974 (m-v-md-vd-gd) ·
1975 (m-v-md-vd-gd) ·
1976 (m-v-md-vd-gd) ·
1977 (m-v-md-vd-gd) ·
1978 (m-v-md-vd-gd) ·
1979 (m-v-md-vd-gd) ·
1980 (m-v-md-vd-gd) ·
1981 (m-v-md-vd-gd) ·
1982 (m-v-md-vd-gd) ·
1983 (m-v-md-vd-gd) ·
1984 (m-v-md-vd-gd) ·
1985 (m-v-md-vd-gd) ·
1986 (m-v-md-vd-gd) ·
1987 (m-v-md-vd-gd) ·
1988 (m-v-md-vd-gd) ·
1989 (m-v-md-vd-gd) ·
1990 (m-v-md-vd-gd) ·
1991 (m-v-md-vd-gd) ·
1992 (m-v-md-vd-gd) ·
1993 (m-v-md-vd-gd) ·
1994 (m-v-md-vd-gd) ·
1995 (m-v-md-vd-gd) ·
1996 (m-v-md-vd-gd) ·
1997 (m-v-md-vd-gd) ·
1998 (m-v-md-vd-gd) ·
1999 (m-v-md-vd-gd) ·
2000 (m-v-md-vd-gd) ·
2001 (m-v-md-vd-gd) ·
2002 (m-v-md-vd-gd) ·
2003 (m-v-md-vd-gd) ·
2004 (m-v-md-vd-gd) ·
2005 (m-v-md-vd-gd) ·
2006 (m-v-md-vd-gd) ·
2007 (m-v-md-vd-gd) ·
2008 (m-v-md-vd-gd) ·
2009 (m-v-md-vd-gd) ·
2010 (m-v-md-vd-gd) ·
2011 (m-v-md-vd-gd) ·
2012 (m-v-md-vd-gd) ·
2013 (m-v-md-vd-gd) ·
2014 (m-v-md-vd-gd) ·
2015 (m-v-md-vd-gd) ·
2016 (m-v-md-vd-gd) ·
2017 (m-v-md-vd-gd) ·
2018 (m-v-md-vd-gd) ·
2019 (m-v-md-vd-gd) ·
2020 (m-v-md-vd) ·
2021 (m-v-md-vd-gd) ·
2022 (m-v-md-vd-gd) ·
2023 (m-v-md-vd-gd)  ·
2024 (m-v-md-vd-gd)
Lijst van US Openwinnaars